# Chaim Jacob Benyakar
 Chaim Jacob Benyakar (auch Haïm Jacob Benyakar) war ein jüdischer Gelehrter des 18. und 19. Jahrhunderts und von 1800 bis 1835 Großrabbiner in Konstantinopel.